# Diablo (videogioco)
Diablo è un videogioco di genere action RPG prodotto dalla Blizzard Entertainment e pubblicato il 31 dicembre 1996. Uno dei primi action RPG a valorizzare il mouse come periferica di comando, Diablo ebbe un enorme successo ed influenzò numerosi titoli successivi come Sacred: La leggenda dell'arma sacra, Dungeon Siege, Nox, Divine Divinity, Titan Quest, Throne of Darkness. Il seguito del primo episodio è uscito nel 2000, Diablo II; a fine giugno 2008 è stato poi annunciato il terzo episodio della serie: Diablo III, pubblicato il 15 maggio 2012. Nel 2019 venne annunciato Diablo IV, uscito poi a giugno 2023.

## Trama
Diablo è ambientato nel Regno di Khanduras, nel mondo di Sanctuary, un mondo immaginario di ispirazione medievale. Il giocatore percorre sedici livelli sotto la città di Tristram, l'ultimo dei quali è lo stesso inferno, laddove affronta Diablo.
I livelli si sviluppano sotto un monastero costruito molti anni prima per accogliere la prigione di Diablo.
Il personaggio apprende la lunga lotta fra bene e male, una guerra senza fine. I combattenti delle forze del bene, i Serafini e gli Angeli, si scontrarono contro i demòni dell'Inferno che abitano il Mondo sotterraneo. Nel mondo dei mortali questo Grande Conflitto è chiamato "Guerra del Peccato" e gli umani ne sentirono poco gli effetti, anche se qualche umano si divertì ad evocare spiriti e demoni e qualcuno venne anche attirato nel Mondo Oscuro.
I quattro demoni minori:
- Duriel, signore del dolore
- Andariel, signora dell'angoscia
- Belial, signore della menzogna
- Azmodan, signore del peccato

che erano preposti al mondo superiore vollero per loro il potere di dominare il mondo, e cominciarono una guerra contro i tre fratelli, i demoni maggiori signori dell'inferno:
- Mephisto, signore dell'odio
- Baal, signore della distruzione
- Diablo, signore del terrore.

L'accanita lotta tra loro ad opera di Azmodam e Belial, che organizzarono la lotta, indebolì il Mondo dell'Oscurità, e i due ebbero il sopravvento su tutti gli altri, ma la loro rivalità fece cadere il sodalizio e cominciò tra loro un'infinita battaglia. Il mondo della luce corse ai ripari e Tyrael, l'arcangelo che organizzò la caccia ai tre fratelli del male, fondò l'ordine degli Horadrim. Mephisto e Baal furono imprigionati nelle pietre magiche nel deserto, e si cominciò la caccia all'ultimo fratello, il signore del terrore, Diablo.
Gli Horadrim, che nel frattempo erano diventati forti e potenti, avevano molti discepoli e il loro Monastero sorto nella zona di Khanduras, aveva un dedalo di sotterranei segreti molto sicuri. Finalmente riuscirono ad imprigionare anche Diablo in una pietra e lo misero proprio al centro del dedalo di sotterranei, al centro del Monastero sorvegliato dai monaci giorno e notte.
Con il passare degli anni gli Horadrim persero la loro forza e la fede, diventarono sempre di meno e si dimenticarono della loro missione. Il Monastero era ridotto ad un rudere e quando morì l'ultimo di essi nessuno ricordò più nulla dei tre fratelli del Male e soprattutto di Diablo nel sotterraneo così vicino alla città di Tristram. Nelle vicinanze di Khanduras si formarono città e piccoli regni molto fiorenti che attirarono l'attenzione di re Leoric, che decise di conquistarli. Vinse e si trasferì nella città di Tristram nell'antico Monastero, ignaro del pericolo così vicino.
Leoric, re di grande personalità e saggezza, regnò per anni con giustizia, finché Diablo improvvisamente si risvegliò e dapprima, avendo bisogno di un corpo mortale per materializzarsi, si impadronì del fedele consigliere del re, l'arcivescovo Lazarus, ed infine del re stesso, che cercò per lungo tempo di sconfiggerlo credendo di poterlo contrastare senza nessun aiuto.
Ma a poco a poco Diablo si impadronì quasi del tutto di re Leoric, cambiando la sua personalità. Diventò crudele ed ingiusto, terrorizzò la popolazione, la sua corte, i consiglieri e chi stava attorno, protetto solo dall'Arcivescovo Lazarus che ovviamente sapeva tutto. Riuscì con abilità anche ad allentare gli ultimi che lo ostacolavano, mandandoli a combattere contro Westmarch, mandandoli così verso morte certa. Lachdanan, a capo dell'esercito, ritornò con pochi uomini e re Leoric cercò di eliminarlo personalmente, ma Lachdanan, oramai certo della sua follia, lo eliminò nella lotta.
Tuttavia Diablo aveva già abbandonato il corpo di Leoric, perché non era pienamente soddisfatto, non riusciva a plasmarlo completamente ai suoi voleri e cercò un altro corpo che lo potesse soddisfare e lo trovò nel figlio del re, Albrecht, ragazzo molto giovane, che trasportò all'interno del labirinto terrorizzandolo del tutto con visioni terribili e raccapriccianti. Albrecht fu cercato da tutti, ma Diablo lo teneva ben protetto nel sotterraneo e lo plagiò completamente. Ne cambiò anche l'aspetto fisico, facendolo diventare sempre più simile a lui. Il Male nelle terre di Westmarch era ormai percepibile: gli abitanti erano terrorizzati e capirono che la pazzia di re Leoric era stato solo l'inizio di un periodo di terrore. Molti fuggirono da Tristram.
Nel frattempo l'arcivescovo convinse i pochi uomini rimasti a cercare il figlio del re nei sotterranei del vecchio monastero, ma chiaramente furono decimati da Diablo. I pochi superstiti raccontarono fatti raccapriccianti e le ferite riportate erano inguaribili. Diablo nel frattempo si fortificava sempre di più e godeva del terrore che aveva creato negli abitanti. Diablo si stava preparando alla battaglia finale dove avrebbe potuto ottenere la grande vittoria sulle forze del bene. Tuttavia, un manipolo di eroi riuscì a raggiungere il sotterraneo e a sconfiggere il signore del terrore, liberando così quelle terre dalla sua malvagità.

## Modalità di gioco
Diablo è giocabile secondo la prospettiva isometrica con la parziale trasparenza delle mura. Questo consente di individuare oggetti e porte senza perdere di vista il personaggio, cosa essenziale nelle scene di battaglia. Il giocatore muove il personaggio cliccando con il bottone sinistro del mouse sull'area in cui si deve dirigere. Per attaccare le creature si usa un click sinistro su di esse mentre se si tiene premuto il tasto shift si evita che il personaggio cammini mentre attacca. Magie e abilità si usano con il bottone destro del mouse e si visualizzano premendo i tasti da F5 a F8.
Il gioco comincia nella cittadina di Tristram. Essa è popolata da diversi NPC, quali il fabbro Griswold, e Deckard Cain, il saggio Horadrim. La loro funzione è in primis quella di fornire alcuni servizi necessari all'eroe, quali riparazioni, cure e oggetti magici, ma essi assumono anche il ruolo di narratori della vicenda e gran parte delle quest ("ricerche" o "missioni") partono da loro.
Diablo può essere affrontato in modalità giocatore singolo dove si segue la storia, o in multiplayer, sia tramite LAN che su internet grazie al servizio integrato Battle.net. Questa seconda modalità è più completa dal punto di vista della varietà di oggetti; è possibile inoltre creare partite con difficoltà crescente, "normal" per personaggi fino al 30º livello, "nightmare" accessibile dal 20º livello in su e "hell" dal 30° fino al 50°. A seconda delle modalità aumentano la potenza dei mostri ma anche le probabilità di trovare oggetti migliori.
Diablo venne influenzato da Moria e Angband, dai quali riprende una delle caratteristiche tipiche dei giochi roguelike, ovvero la generazione casuale delle mappe ad ogni inizio di nuova partita; anche la lista delle quest è variabile, così come la posizione e le caratteristiche degli oggetti, a esclusione di quelli denominati "unici" che hanno valori prefissati.
Il controllo del gioco avviene attraverso una barra posta nella parte inferiore dello schermo, che mostra la vita e il mana residuo. I dettagli vengono visualizzati in finestre all'interno dell'area di gioco, permettendo un controllo continuo della posizione del personaggio, permettendo di operare anche durante gli eventi più caotici e nelle azioni di lotta.
La mappa viene implementata nel gioco attraverso un meccanismo di sovrimpressione e trasparenza, tramite la quale è possibile visualizzare contemporaneamente anche l'area di gioco.
Nella parte inferiore dello schermo, con gli indicatori di vita e mana, sono posizionati i pulsanti di scelta rapida, attraverso i quali è possibile accedere rapidamente alle azioni più frequenti, come l'utilizzo delle pozioni.
Gli oggetti che il giocatore può raccogliere sono di tre diverse tipologie, e sono differenziati dal colore del nome: bianchi, se sono normali; blu se possiedono caratteristiche magiche (così come i livelli anche questo tipo di oggetti viene creato casualmente) e dorati, oggetti dotati di poteri magici unici che, al contrario dei blu, sono sempre identici in ogni partita.

### Personaggi
I personaggi giocabili di Diablo sono tre:
- uno Stregone, appartenente alla confraternita dei Vizjerei. Ha un'ottima conoscenza della magia e riesce ad accedere a livelli a cui altri personaggi non possono accedere;
- una Ladra, abile con l'arco e veloce e capace di individuare facilmente le trappole;
- un Guerriero, un tempo al servizio di Leoric e di ritorno da una fallimentare guerra (a detta di quanto si dice in Diablo III, sembra sia il figlio semi-dimenticato di re Leoric). È il personaggio più forte fisicamente per cui eccelle nei combattimenti corpo a corpo e inizia con il possesso dell'abilità di riparazione degli oggetti.

I personaggi possiedono quattro attributi (forza, destrezza, magia e vitalità), che possono essere aumentati temporaneamente grazie a oggetti (o santuari) oppure in maniera definitiva grazie ai punti guadagnati quando si aumenta di livello (uccidendo mostri e terminando delle quest).

### Struttura e livelli
Diablo si articola in 16 dungeon, divisi in 4 sezioni da 4 livelli ciascuno; si passa da uno all'altro tramite delle scale che dalla superficie conducono sino all'inferno. La peculiarità dell'ambientazione è l'algoritmo che genera casualmente i livelli ogni volta che si crea uno nuova partita (a parte l'ultimo, sempre uguale); questa caratteristica, insieme alla possibilità di giocare con tre classi differenti, rende Diablo molto longevo e rigiocabile.
- Cattedrale, sono i sotterranei della chiesa di Tristram da dove comincia la storia.
- Catacombe, si accede dalle scale del 4º livello della Cattedrale oppure direttamente da un ingresso a est dalla città.
- Caverne, ingresso situato a nord della città sono anche accessibili dalle scale del livello 8°
- Inferno, 3 livelli + 1, si accede dal livello 12° delle Caverne oppure a ovest della città.

## Versioni e espansione
Diablo richiede il CD originale per funzionare, tuttavia nel CD esiste una versione del software che può essere giocata senza CD chiamata Diablo Spawn. Questa versione consente l'accesso solo alle prime due aree dei sotterranei e blocca altre funzionalità, ma è utilizzabile la modalità multigiocatore.
L'unica espansione ufficiale, intitolata Diablo: Hellfire, è stata pubblicata nel 1997 ad opera di Sierra Entertainment e non di Blizzard Entertainment, che l'ha solo autorizzata. In questa espansione la funzionalità multigiocatore venne disabilitata con la versione 1.01 mentre vennero aggiunti due nuovi segmenti nel percorso inseriti mediante aggiunte alla storia del gioco, alcuni nuovi elementi e nuove magie e un nuovo personaggio: il monaco. Sono presenti altri due personaggi, il bardo e il barbaro, ma non abilitati.
Nel 1998 Electronic Arts mise in commercio una versione Diablo per PlayStation sviluppata da Climax Group che permetteva il diretto controllo del personaggio mediante gamepad. Non esisteva la modalità multigiocatore ma solo una modalità cooperativa a due giocatori e c'era una funzionalità che permetteva di ascoltare la storia attraverso un narratore senza dover trovare i libri nel gioco. Tuttavia questa versione non ebbe molto successo, tra le altre cose a causa della necessità di avere 10 blocchi liberi nella memory card della PlayStation, mentre la grandezza standard della memory card era solo di 15 blocchi.
Nel marzo 2003 è stata resa disponibile per il libero download una patch di traduzione amatoriale in grado di tradurre in italiano gran parte dei testi del gioco: il titolo infatti non ha goduto di una localizzazione ufficiale se non quella, parziale, del manuale cartaceo.

## Sviluppo
Diablo è stato sviluppato dalla Condor Software basata a San Mateo in California, fondata nel 1993 da Max Schaefer, Erich Schaefer e David Brevik. Dopo un incontro con Allen Adham, uno dei fondatori di Blizzard Entertainment, David Brevik propone un'idea di un gioco funzionante completamente in DOS e ispirato ai giochi in ASCII Moria e Angband sui quali rifletteva dai tempi in cui frequentava le scuole superiori. Il progetto interessò Blizzard Entertainment che propose dei miglioramenti come il passaggio su Windows 95 invece che su DOS.
Il legame tra Condor Software e Blizzard Entertainment migliorava sempre di più tanto che nel 1996 la Blizzard Entertainment persuase la casa madre Davidson & Associates di acquistare Condor Software che venne denominata Blizzard North.
L'interfaccia del gioco venne sviluppata da Erich Schaefer e David Brevik che si ispirarono al gioco X-Com ma si evolse in maniera caotica fino all'arrivo nel 1996 di Stieg Hedlund che coordinò la squadra di grafici di Diablo fino all'uscita del gioco.

## Accoglienza
| Recensione            | Giudizio |
| --------------------- | -------- |
| Adrenaline Vault      | 100 %    |
| Allgame               | 4/5      |
| Coming Soon           | 92 %     |
| Computer Net Player   | 100 %    |
| Computer Gaming World | 4,5/5    |
| Entertainment Weekly  | A        |
| GameCenter            | 5/5      |
| Game Revolution       | A        |
| Just Adventure        | A+       |
| Online Game Review    | 100 %    |
| PC Gamer              | 90 %     |

Anche se l'azione di gioco in tempo reale, o il concetto di generazione casuale dei livelli, erano già stati utilizzati in giochi di ruolo precedenti come Dungeon Master o Rogue, Diablo reinventò considerevolmente il genere, introducendo un sistema di controllo intuitivo e un sistema di gioco maggiormente accessibile. Viene oggi considerato uno dei videogiochi più influenti della storia, e il suo impatto è paragonabile a quello di Sim City, Populous, Dune II o Doom. Il suo sistema di gioco venne successivamente adottato da molti giochi di ruolo, che i giornalisti definiscono spesso "clone" o "Diablo-like".
Alla sua uscita, Diablo venne estremamente ben accolto dalla critica. Il sito Metacritic, che raccoglie i punteggi assegnati dalla critica specializzata a un determinato videogioco, attesta a Diablo una media del 94%. Il sito GameSpot assegna a Diablo un punteggio di 96%, il più alto mai assegnato ad un gioco per PC, e diverse riviste lo descrivono come "gioco indispensabile", assegnandogli un giudizio perfetto. Come il precedente titolo Blizzard, Warcraft II, Diablo ebbe un significativo successo commerciale, superando rapidamente il milione di copie vendute. Nel 1997, raggiunse il terzo posto nella classifica dei giochi più venduti dell'anno, dietro a Riven e Flight Simulator, e il 29 agosto del 2001, aveva venduto oltre 2,5 milioni di copie nel mondo.
Il gioco venne lodato da molti critici per la sua grafica realistica in SVGA, che ben si adattava all'atmosfera cupa e morbosa della storia. Venne apprezzata la qualità e la diversità dei modelli 3D, le relative animazioni, e gli effetti sonori. Per esempio, venne lodato il fatto che ogni tipo di creatura avesse un suono particolare ad essa associato, che poteva identificarne la rarità o la pericolosità, e alcuni mostri presentavano i propri effetti sonori esclusivi. La colonna sonora divenne popolare, e fu descritta dai critici come "sublime" o "fantastica"; venne inoltre notata una somiglianza con il gruppo di rock gotico Bauhaus.
Diablo venne molto apprezzato per la semplicità della sua interfaccia, descritta dai critici come molto veloce da imparare e intuitiva, ma anche per la generazione casuale dei dungeon, la diversità delle creature, e la varietà dei tesori che il giocatore può rinvenire: tutti questi fattori permettevano al titolo di essere rigiocato più volte, senza risultare ripetitivo. Alcuni critici hanno però lamentato un'eccessiva brevità del gioco, e uno sviluppo approssimativo di alcune missioni o livelli.
Il multiplayer di Diablo venne molto favorevolmente accolto dalla critica, la quale apprezzò la possibilità di creare partite per un massimo di quattro giocatori, rendendo l'esplorazione del dungeon più coinvolgente. Un plauso venne inoltre fatto alla possibilità di giocare gratuitamente su Internet, tramite la piattaforma multiplayer Battle.net, anche se ciò portò a problemi legati all'uso di trucchi da parte di giocatori, sui server pubblici.
Diablo fu votato miglior gioco del 1996 dal sito GameSpot; venne inoltre definito come "miglior videogioco di ruolo dell'anno" da numerose riviste e siti web specializzati.

## Lascito
Il successo del primo Diablo, spinse Blizzard Entertainment a svilupparne un seguito, Diablo II, distribuito il 29 giugno 2000; l'anno seguente venne pubblicata l'espansione Diablo II: Lord of Destruction. Il gioco narrava gli eventi accaduti dopo il primo capitolo, e apportò molti miglioramenti alla formula di gioco e alla grafica, in particolare attraverso l'introduzione di nuove classi di personaggi con specifiche abilità. Il gioco fu un grande successo commerciale, e fino all'uscita di Warcraft III: Reign of Chaos, detenne il record di gioco per PC venduto più velocemente; entro due settimane dalla sua uscita, superò il milione di copie. Il 29 agosto 2001, Diablo II aveva già venduto più di quattro milioni di esemplari.
Il 15 maggio 2012, venne messo in commercio il terzo episodio della serie. A differenza dei primi due episodi, il gioco offriva una grafica 3D e diverse classi di personaggi inediti.
Il successo dei primi due episodi della serie, influenzò un certo numero di sviluppatori che, prendendo elementi in prestito da Diablo, realizzarono giochi dal sistema di controllo, dall'interfaccia, e dalle meccaniche molto simili. Ad esempio, Throne of Darkness riprendeva un sistema di interfaccia e di gioco quasi identico a quello di Diablo II, ma in un universo fantasy ispirato al Giappone medievale, nel quale il giocatore controllava un gruppo di quattro personaggi. La serie Dungeon Siege, creata da Chris Taylor, cercò di distinguersi utilizzando un motore grafico 3D e un sistema di gestione del personaggio differente, ma fu bollato come "Diablo II in 3D" da parte di alcuni critici. Sebbene fossero titoli di qualità, non riuscirono a eguagliare il successo di Diablo e della sua serie. Diablo influenzò anche alcuni MMORPG, come ad esempio World of Warcraft, il cui albero delle abilità è ispirato a quello di Diablo II.
Nel 2008, Max ed Erich Schaefer, assieme allo studio Runic Games, svilupparono il gioco Torchlight, riprendendo in modo quasi identico il sistema di gioco e l'interfaccia di Diablo, ma donandogli un aspetto grafico migliorato, più colorato, e completamente in 3D. Dopo la sua distribuzione, Torchlight fu accolto in maniera molto positiva da parte della stampa specializzata, venendo considerato da alcuni critici come il migliore clone di Diablo.
Oltre alla serie di videogiochi, il franchising Diablo comprende libri, fumetti, e giochi di ruolo cartacei, ispirati dall'universo del gioco.

## Riconoscimenti
- Game of the Year (Gioco dell'Anno) - Computer Gaming World[10]
- Game of the Year (Gioco dell'Anno) - Computer Game Entertainment[10]
- Gioco di ruolo dell'anno - Computer Games Strategy Plus[10]
- Gioco di ruolo dell'anno - Computer Net Player[10]
- Gioco di ruolo dell'anno - Online Game Review[10]
- Gioco di ruolo dell'anno - Gamecenter[10]
- Gioco di ruolo dell'anno - finalista - PC Gamer[10]
- Miglior gioco di ruolo del 1998 - Software Publishers Association[10]
- Miglior gioco multigiocatore online del 1998 - Software Publishers Association[10]
- Miglior gioco di ruolo dell'anno, premio "Editor's Choice" - PC Games[10]
- Secondo miglior gioco di ruolo di tutti i tempi - Gamecenter[10]
- Premio "Editors' Choice" - PC Gamer[10]
- Premio "CG Choice" - Computer Gaming World[10]
- #5 nella top 50 dei lettori - PC Gamer[10]

Diablo è considerato come il migliore gioco per PC di tutti i tempi con una valutazione di 9.6 su 10.

## Musica
La musica di Diablo è stata composta da Matt Uelmen e si compone di sei tracce audio. La particolarità è che la musica varia in base al contesto e all'ambientazione.
La colonna sonora di Diablo ottenne un grande successo di critica e pubblico, e viene considerata una delle migliori dell'epoca. Nel 2011, in occasione del quindicesimo anniversario della serie, fu pubblicata in un album dal titolo The Music Of Diablo 1996 - 2011: Diablo 15 Year Anniversary. 
1. Diablo Intro – 6:47
2. Tristram – 7:41
3. Dungeon – 4:23
4. Catacombs – 5:49
5. Caves – 4:56
6. Hell – 4:08

## Adattamento cinematografico
Nel maggio 2007 la Legendary Pictures annunciò la futura realizzazione di un film per il grande schermo basato sul videogioco Diablo, ma al 2022 non è uscita nessun'altra notizia al riguardo.